# Schlacht von Reims
Mediolanum – Augusta Vindelicorum – Lacus Benacus – Placentia – Fano – Pavia – Langres – Vindonissa – Autun – Reims – Brumath – Senonae – Argentoratum – Solicinium – Argentovaria
Die Schlacht von Reims wurde im Jahre 356 auf dem Gebiet der heutigen Stadt Reims in Frankreich zwischen Alamannen und Römern unter Kaiser Julian ausgefochten. Die Alamannen gingen siegreich aus der Schlacht hervor. Im folgenden Jahr endete jedoch die Schlacht von Argentoratum (Straßburg) mit einer verheerenden alamannischen Niederlage gegen die Truppen Julians.
Falls jedoch die Schlacht von Reims mit dem bei Ammianus Marcellinus 16,2,10 überlieferten Überfall alamannischer Verbände auf die Nachhut der römischen Truppen, welche auf dem Weg von Reims nach Decem Pagi waren, gleichzusetzen ist, so handelte es sich nicht um eine Schlacht und nach dem Bericht des Ammianus Marcellinus auch nicht um eine römische Niederlage, da die Römer durch das Eintreffen von Verstärkungen vor einer Niederlage bewahrt wurden.